# The Eric Andre Show
The Eric Andre Show è una serie televisiva statunitense, creata da Eric Andre nel 2012.
Ospitata da Eric Andre, precedentemente affiancato dal comico Hannibal Buress e Blannibal (interpretato da James Hazley), la serie è una parodia dei talk show a basso costo e ad accesso pubblico. Tutti gli episodi della serie sono stati diretti da Kitao Sakurai e Andrew Barchilon. Gary Anthony Williams, presentatore della prima stagione, è stato sostituito da Tom Kane nella seconda stagione e da Robert Smith dalla terza stagione in poi.
La serie viene trasmessa negli Stati Uniti su Adult Swim dal 20 maggio 2012. Un episodio speciale intitolato The Eric Andre New Year's Eve Spooktacular è stato trasmesso in diretta la notte di capodanno il 31 dicembre 2012. Un secondo speciale, intitolato Eric Andre Does Paris, è andato in onda il 18 febbraio 2018. Altri otto speciali sono stati trasmessi su Adult Swim tra il 2016 e il 2017, tuttavia non sono considerati episodi regolari della serie pur mantenendo lo stesso stile.
L'8 marzo 2019 è stato trasmesso un episodio spin-off intitolato KRFT Punk's Political Party, in cui il presentatore Kraft Punk intervista alcuni politici. Il 18 maggio 2022, Adult Swim ha annunciato il rinnovamento della serie per una sesta stagione, la cui trasmissione è prevista dal 4 giugno 2023. Un'anteprima della stagione è stata trasmessa durante la celebrazione del pesce d'aprile della rete il 1º aprile 2023.

## Episodi
| Stagione         | Episodi | Prima TV USA | Prima TV Italia |
| ---------------- | ------- | ------------ | --------------- |
| Prima stagione   | 10      | 2012         | inedita         |
| Seconda stagione | 10      | 2013         | inedita         |
| Terza stagione   | 10      | 2014-2015    | inedita         |
| Quarta stagione  | 10      | 2016         | inedita         |
| Quinta stagione  | 10      | 2020         | inedita         |
| Sesta stagione   | 10      | 2023         | inedita         |
| Speciali         | 3       | 2012-2020    | inediti         |

## Personaggi e interpreti

### Personaggi principali
- Eric André, interpretato da Eric André.
- Hannibal Buress, interpretato da Hannibal Buress.
- Blannibal, interpretato da James Hazley.

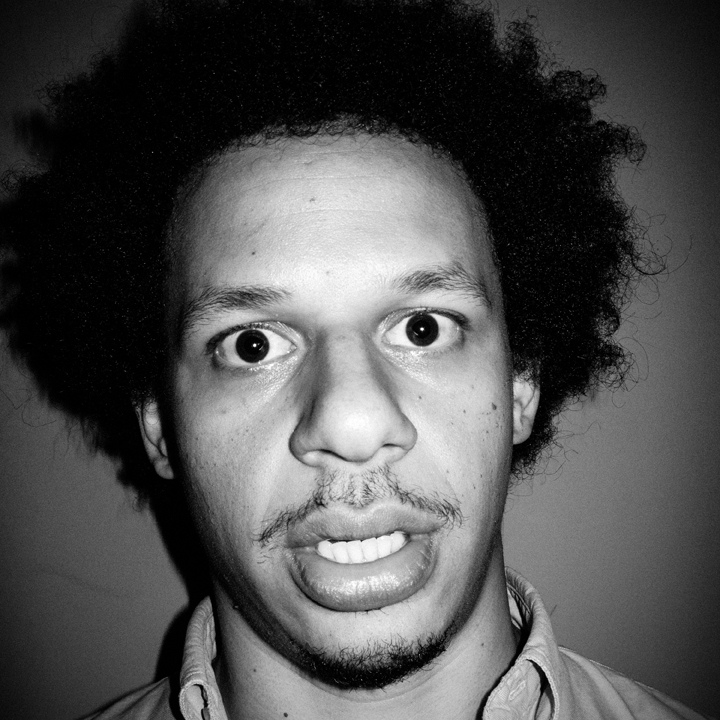
Eric André nel 2012
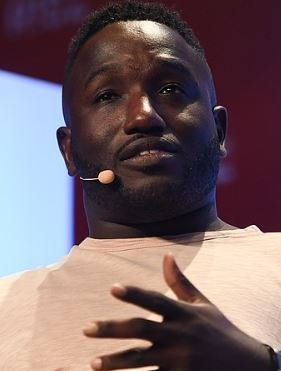
Hannibal Buress nel 2019

### Personaggi ricorrenti
- Chitarrista, interpretato da Tom Ato.
- Sassofonista, interpretato da Early McCalister.
- Batterista, interpretato da Pfelton Sutton.
- Trombonista, interpretato da Jerry Wheeler.
- Violoncellista, interpretato da JV Smith.
- Annunciatore, doppiato da Gary Anthony Williams (st. 1), Tom Kane (st. 2) e Robert Smith (st. 3-5).
- Regista, interpretato da John Bueno.
- Direttore, interpretato da Jermaine Fowler.
- Felipe Esparza, interpretato da Felipe Esparza.

## Produzione

### Ideazione e sviluppo
La serie è stata in parte influenzata dal talk show Space Ghost Coast to Coast, altra serie trasmessa precedentemente su Cartoon Network e successivamente su Adult Swim. In un'intervista con l'HuffPost, Eric Andre ha affermato che prima di girare la prima stagione, aveva riguardato diversi episodi di Space Ghost Coast to Coast per assorbire la comicità di Space Ghost, conduttore del programma. Andre ha anche posto molte domande al creatore del talk show animato; tuttavia, secondo Andre, non aveva alcun interesse per la vecchia serie.
Andre, precedentemente conosciuto per il ruolo di Mark Reynolds nella sitcom Non fidarti della str**** dell'interno 23 della ABC, è stato avvertito dai dirigenti della ABC di non parlare di The Eric Andre Show, poiché non volevano creare un'associazione tra le due serie. Secondo Andre, diversi membri del cast e della troupe di Non fidarti della str**** dell'interno 23 non erano nemmeno a conoscenza dell'esistenza di Adult Swim. Dopo la cancellazione di Non fidarti della str**** dell'interno 23 nel gennaio 2013, nell'aprile dello stesso anno è stato annunciato che The Eric Andre Show è stato rinnovato per un'altra stagione, con la partecipazione di alcuni dei suoi ex co-protagonisti della serie della ABC.
Durante la prima stagione, la fotografia venne realizzata in una cantina abbandonata in California; inoltre, la serie venne girata utilizzando vecchie videocamere con tubo da ripresa, musica di sottofondo spesso usata da supporto nei magazzini e effetti di titolazione a budget ridotto per far sì che la serie dia una sensazione di talk show ad accesso pubblico degli anni 80. Tutte le sequenze di apertura sono state girate alla fine delle riprese, tutte in una volta nell'arco di due giorni e mezzo. La scrivania di Andre è stata costruita con del cartongesso.